# Merceditas Valdés
Merceditas Valdés (Havanna, 1922. szeptember 24. – Havanna, 1996. június 13.) kubai énekesnő.

## Pályakép
...számos nagyszerű zenész került még elő, akik közül nekem egy Merceditas Valdés nevű nő a kedvencem.
A kubai énekesnőnek jelentős szerepe volt volt a hagyományos afro-kubai zene  elterjedésében. Fernando Ortiz és Obdulio Morales etnomuzikológusok támogatásával Valdés hatékonyan segített népszerűsíteni az afro-kubai zenét Latin-Amerikában.
Debütáló albuma az 1960-as évek elején jelent meg, amikor a kubai kormány államosította a lemezipart. Hosszú szünet után az 1980-as években visszatérett Aché című albumával, olyan művészekkel összefogva, mint Frank Emilio Flynn és Yoruba Andabo rumba-együttese.
Szerepelt a Spirits of Havana (Havanna szellemei) című filmben is, és 1996-os haláláig folytatta a fellépéseit.

## Diszkográfia
LPs
- 1954: Santero (Panart) – with others under the direction of Facundo Rivero
- 1960: Merceditas Valdés – with Los Bucaneros
- 1961: Carnaval 1960-61 (ICD) – with others under the direction of Carlos Ansa
- 1982: Aché (album)
- 1988: Aché II
- 1989: Orishas: Aché III
- 1990: Cubanísimo
- 1990: Aché IV – with Yoruba Andabo
- 1993: Aché V  – with Yoruba Andabo

Singles & EPs
- 195?: Canto oriundo lucumí (1 & 2)
- 1957: Er día que nací yo / Ya me cansé
- 1960: Una pena / Vida, mi delirio es quererte
- 1961: A coger la guampara
- 1961: Ochún / Yemayá
- 1964: Rezos yorubas (EGREM)
- 1964: Invocación a Elegua y a Changó / Tasca-Tasca
- 1964: Muriéndome de risa / Devuélveme el coco